# Persiapan Teka Sire
Persiapan Teka Sire is een bestuurslaag in het regentschap Dompu van de provincie West-Nusa Tenggara, Indonesië. Persiapan Teka Sire telt 2335 inwoners (volkstelling 2010).